# 維爾德羅達赫河
50°16′44″N 11°25′56″E / 50.278809°N 11.432175°E
維爾德羅達赫河（德語：Wilde Rodach），是德國巴伐利亚州的河流，位於該國東南部，屬於罗达赫河的左支流，河道全長21.1公里，流域面積108平方公里。